# Règle de Dave
Pour les articles homonymes, voir Dave.
La règle de Dave (Dave rule) est une blague de la culture des startups de la Silicon Valley qui postule que si une équipe de travail comprend autant de femmes que de personnes nommées Dave, elle a atteint un équilibre acceptable entre les sexes. La blague fait référence à la sous-représentation chroniques des femmes au sein de la Silicon Valley,.
Le concept était utilisé à au département d'informatique de l'université Carnegie-Mellon, sous le nom de « Dave-to-girl ratio » ou « Dave-to-female ratio », au moins dès 1999,. Il est documenté pour la première fois dans la Silicon Valley, qui emploie de nombreux anciens élèves de Carnegie Mellon SCS, sous le nom de « Dave rule » en 2014 par le correspondant du Guardian Rory Carroll dans un article à propos d'une poursuite déposée pour harcèlement sexuel contre la startup d'application de rencontres Tinder par une ancienne cadre.